# Mír Mahmúd Hótakí
Mír Mahmúd Hótakí (asi 1697 – 25. dubna 1725) byl perský šáh z dynastie Hótakí panující v letech 1722–1725 a guvernér Kandaháru v letech 1717–1725. Mír Mahmúd byl starším synem předáka afghánského kmene Ghilzaj a pozdějšího guvernéra Kandaháru Míra Uvajse Chána († 1715) a synovcem jeho nástupce Míra Abdulazíze Hótakího.
Svou politickou dráhu zahájil Mír Mahmúd zavražděním vlastního strýce Míra Abdulazíze a převzetím vlády nad městem Kandahárem na jihu dnešního Afghánistánu. Ambiciózní mladík již o dva roky později (1719) podnikl kořistné tažení do Persie, při němž neúspěšně obléhal město Kermán na jihovýchodě země. Ačkoli obléhání selhalo a se stejným nezdarem skončil i útok na město Jazd v roce 1722, nakonec se Míru Mahmúdovi podařilo ovládnout mnohem důležitější Isfahán, kde od 16. století sídlili safíovští šáhové.
Tento vývoj měl nedozírné následky. Šáh Husajn byl pod tlakem nucen abdikovat, Afghánci vyplenili Isfahán a Mír Mahmúd se prohlásil novým šáhem. Jeho panování však vyvolalo v Persii naprostý chaos – část země uznala za panovníka Husajnova syna Tahmáspa II., který uprchl do Mázandaránu, okrajových území se zmocnili Rusové a Osmané. Sám Mír Mahmúd se uchyloval k velmi tvrdým praktikám, a poté co nechal popravit téměř všechny safíovské prince, byl svržen svým bratrancem Ašrafem, synem Míra Abdulazíze. Tři dny po převratu, 25. dubna 1725, ho dal nový šáh Ašraf zavraždit.